# Parque Lions Club Tucuruvi
O Parque Lions Club Tucuruvi é um parque situado no distrito de Tucuruvi, na zona norte da cidade de São Paulo.